# Schwarzkollm

Luftbildpanorama von Schwarzkollm

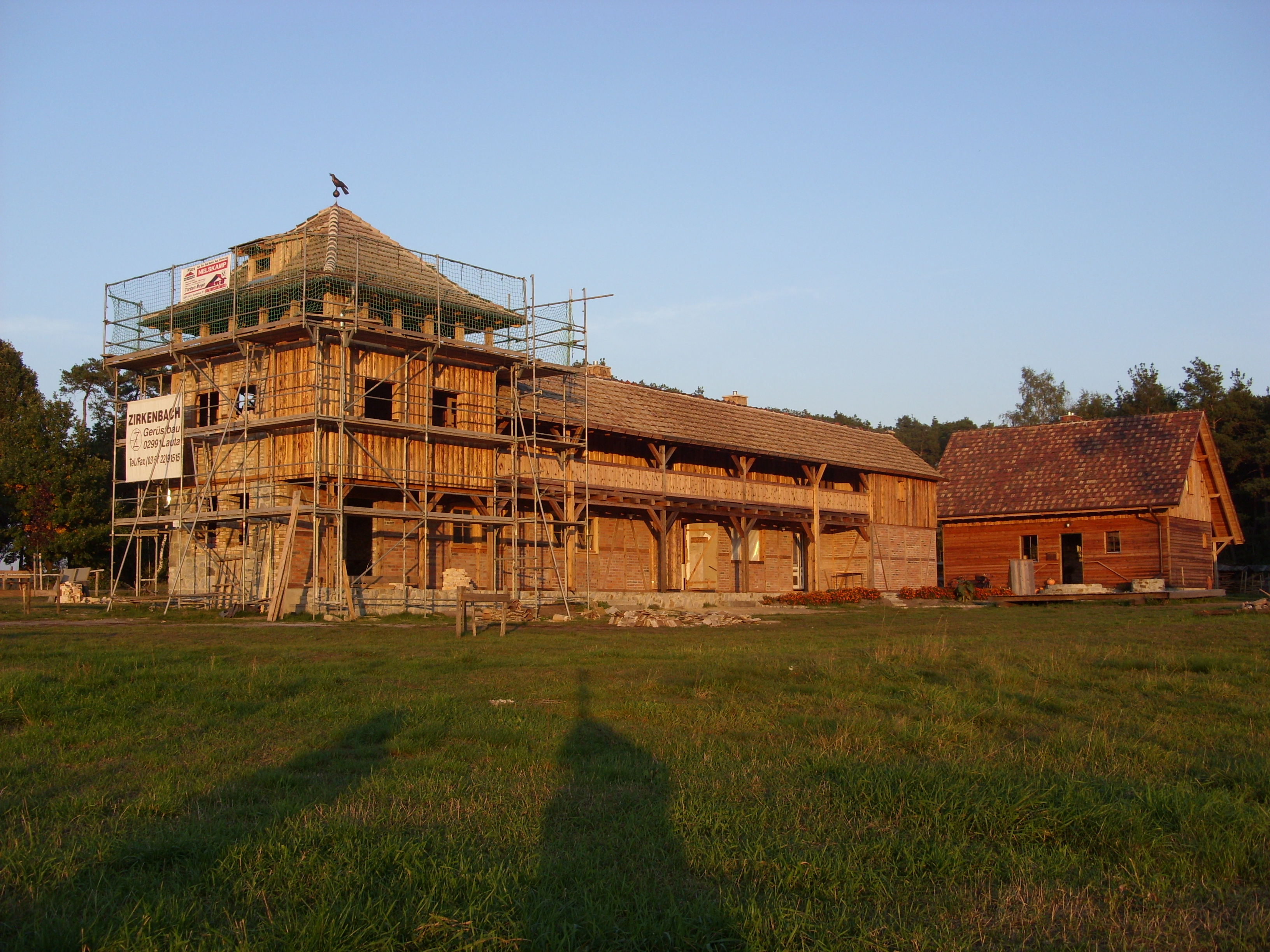
Laubengang und Gesindehaus des Erlebnishofes „Krabat-Mühle“ im Koselbruch während des Baus 2008

Schwarzkollm, obersorbisch Čorny Chołmcⓘ, ist eine Ortschaft in Ostsachsen. Seit dem 1. Januar 1996 ist das Straßenangerdorf ein Ortsteil der etwa 10 Kilometer östlich davon liegenden Stadt Hoyerswerda. Der Ort liegt im sorbischen Siedlungsgebiet in der Oberlausitz.
Bekannt wurde der Ort vor allem durch die sorbische Sagengestalt des Krabat und die Schwarze Mühle nahe der Siedlung Koselbruch (Kózło). Schwarzkollm ist Start- und Endpunkt des Krabat-Radwegs und liegt im Landschaftsschutzgebiet Lauta-Hoyerswerda-Wittichenau (sächsisches LSG d 51).

## Geografie
Schwarzkollm liegt am Rand des Lausitzer Seenlands in einer waldreichen Landschaft. Von den 3034 Hektar der Gemarkung sind etwa 2200 Hektar bewaldet, dabei ist die Kiefer der häufigste Baum. Umgebende Ortschaften sind Leippe-Torno im Westen, Lauta im Nordwesten, Laubusch im Norden, Nardt und Bröthen im Osten.
Die Bundesstraße 97 führt zwischen Hoyerswerda und Bernsdorf durch Neukollm, einem  zu Schwarzkollm gehörenden Weiler im südlichen Teil der Gemarkung. Abseits der Straße zwischen Schwarzkollm und Neukollm liegen die Kolonien Koselbruch und Petzerberg. Die Siedlungen Sandwäsche und Waldesruh liegen direkt an der Eisenbahnstrecke Ruhland–Hoyerswerda, an der Schwarzkollm einen Bahnhof hat.
Östlich des Ortes befindet sich der 153,5 m hohe Steinberg, der als Steinbruch genutzt wird. Seit 1882 wird in einem Steinbruch ein grobkörniges Lausitzer Granodiorit, meist Lausitzer Granit genannt, gewonnen. Weitere Hügel in Ortsnähe sind Gerichtsberg, Kubitzberg, und Petzerberg.

## Geschichte

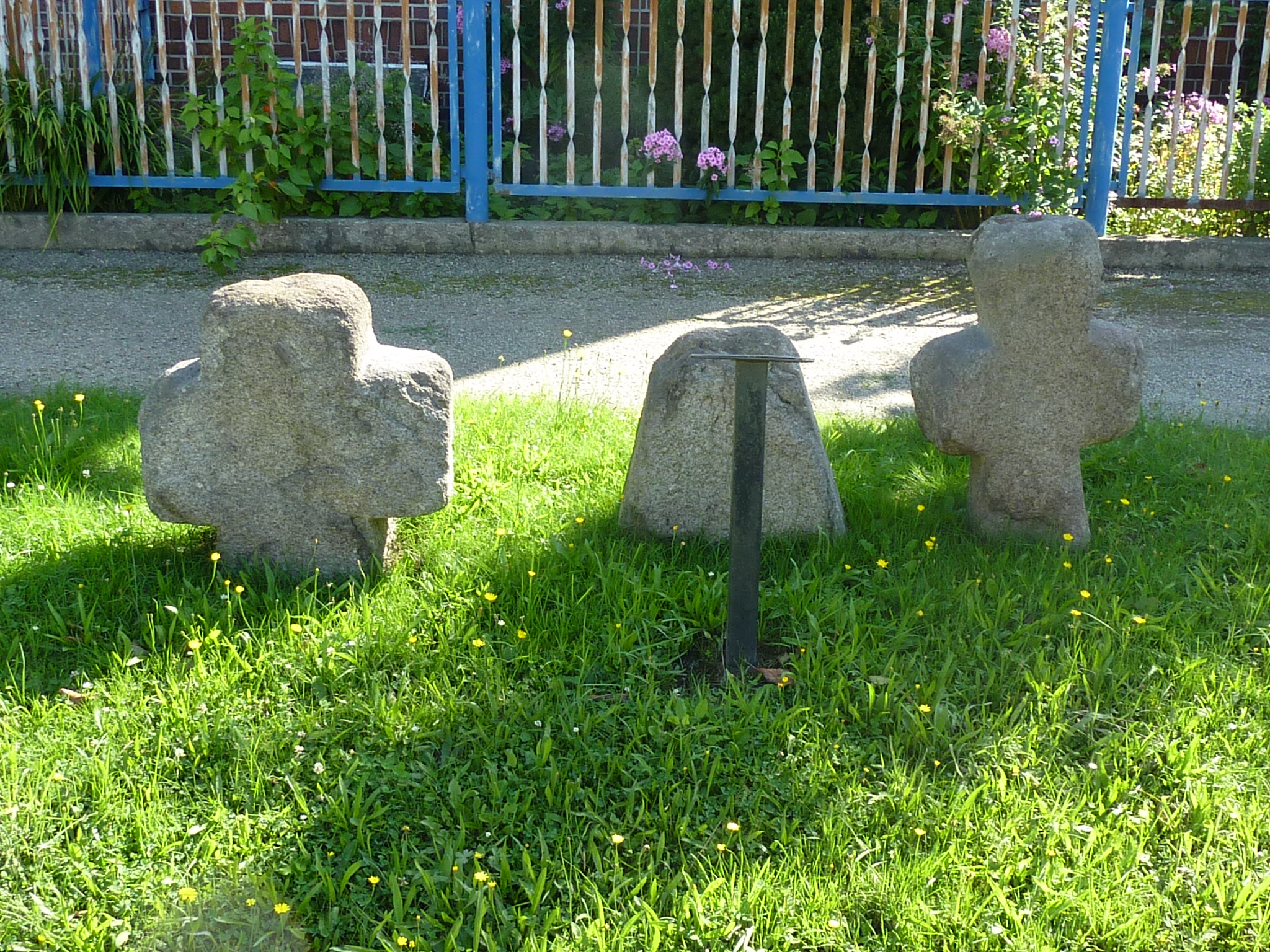
Steinkreuze in Schwarzkollm

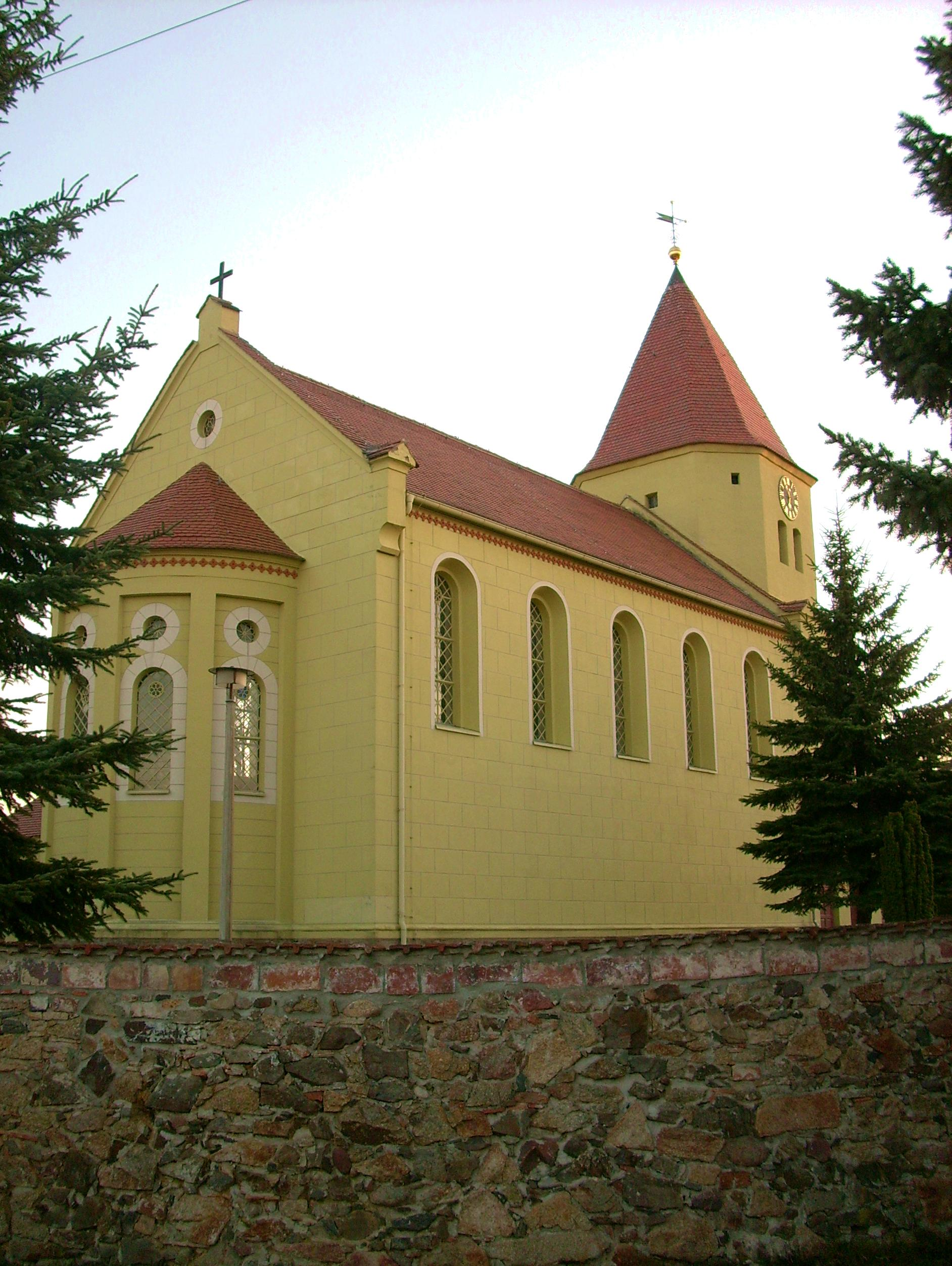
Neoromanischer Neubau der Marienkirche aus der Mitte des 19. Jahrhunderts

Das Dorf Cholm wurde im Jahr 1394 erstmals erwähnt. Seit 1759 ist die Bezeichnung Schwarzkollm nachweislich, die zur Unterscheidung vom gleichnamigen Dorf östlich von Hoyerswerda, dem heutigen Weißkollm, eingeführt worden ist. Der deutsche Ortsname Kollm geht dabei auf den sorbischen zurück, der einen Ort an oder auf einem Hügel bezeichnet.
Seit dem 12. oder 13. Jahrhundert ist Schwarzkollm Kirchort. Die ursprünglich gotische Marienkirche wurde 1858 durch einen Brand zerstört und nach romanischem Stil wiederaufgebaut.
Nachdem 1815 der östliche Teil der Oberlausitz von Sachsen an Preußen abgetreten werden musste, wurde die Gemeinde dem Landkreis Hoyerswerda zugeordnet. Nach der Verwaltungsreform von 1952, die unter anderem die Aufteilung des Landkreises Hoyerswerda zur Folge hatte, wurde Schwarzkollm dem neuen Kreis Hoyerswerda zugeordnet.
Schwarzkollm wurde 1993 mit der goldenen Plakette im bundesweiten Wettbewerb Unser Dorf soll schöner werden ausgezeichnet; zwei Jahre später erhielt es Silber.
Das Dorf besitzt ein reges Vereinsleben. Mit dem 1998 aus einem Stall ausgebauten Frentzelhaus wurde ein Domizil für die örtlichen Vereine geschaffen. Im Ortsteil Waldesruh befindet sich ein Schullandheim in einem ehemaligen Gasthof und seit 2006 baut ein örtlicher Verein im nahegelegenen Koselbruch unweit der Stelle der Schwarzen Mühle den Erlebnishof Krabat-Mühle auf, wo unter anderem Konzerte und Filmvorführungen stattfinden.

### Bevölkerungsentwicklung
| Jahr | Einwohner |
| ---- | --------- |
| 1825 | 349       |
| 1871 | 446       |
| 1885 | 433       |
| 1905 | 680       |
| 1925 | 770       |
| 1933 | 803       |
| 1939 | 911       |
| 1946 | 912       |
| 1950 | 976       |
| 1964 | 789       |
| 1990 | 539       |
| 1994 | 574       |
| 2004 | 899       |
| 2009 | 876       |
| 2013 | 816       |

Mitte des 16. Jahrhunderts wirtschafteten in Schwarzkollm 39 besessene Mann sowie 6 Gärtner und Häusler. Rund 200 Jahre später war die Gesamtwirtschaftszahl leicht zu Lasten der Bauern angestiegen, beim Landesrezess 1777 wurden daher 36 besessene Mann, 7 Gärtner und 13 Häusler gezählt.
Im 19. Jahrhundert wuchs die Bevölkerung von 349 im Jahr 1825 auf 446 im Jahr 1871 an. Dennoch stellte Arnošt Muka bei seinen Untersuchungen der sorbischen Bevölkerung Mitte der 1880er Jahre eine nahezu gänzlich sorbische Bevölkerung fest. Nur etwa drei Prozent (14 von 438 Einwohnern) waren Deutsche.
Ein rasantes Wachstum zeigte sich erst Anfang des 20. Jahrhunderts, als die Bevölkerung auf 680 Einwohner im Jahr 1905 und auf 770 im Jahr 1925 angestiegen war, was im hundertjährigen Vergleich mehr als dem Doppelten des Wertes von 1825 entspricht. Bis kurz vor Ausbruch des Zweiten Weltkriegs war die Einwohnerzahl auf 911 gestiegen. Dieses Niveau wurde auch 1946 beibehalten, durch Flüchtlinge und Vertriebene stieg die Einwohnerzahl bis 1950 jedoch noch auf 976. Erst danach stellte sich wieder ein Rückgang ein, so dass 1964 bereits weniger als 800 und 1990 noch knapp 550 Einwohner gezählt wurden.
Durch Stadtflucht stieg die Einwohnerzahl in den nächsten rund 15 Jahren noch einmal auf über 900 an, fiel danach jedoch langsam auf rund 820 im Jahr 2013 zurück.

## Politik

### Ortspartnerschaften
- Heinersreuth, Deutschland
- Stephanskirchen, Deutschland

### Wappen

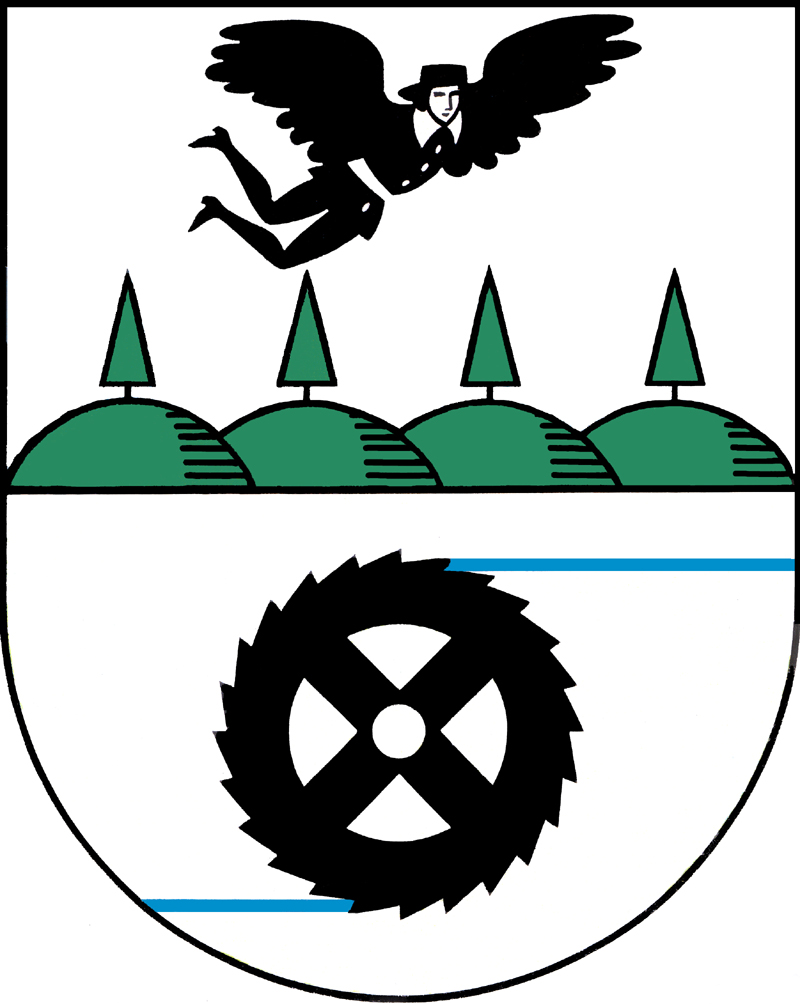
Ortswappen

Im Schwarzkollmer Wappen sind typische Symbole des Ortes und der Ortsgeschichte vereint. Der Krabatsage ist die Figur des Krabat entnommen. Das Mühlrad steht symbolisch für die Schwarze Mühle bei Koselbruch, in der Krabat das Zauberhandwerk erlernte. Die vier Hügel symbolisieren die vier Hügel in der Umgebung, von denen sich einst der Name ableitete. Die Bäume auf diesen Hügeln weisen auf den Waldreichtum der Landschaft um Schwarzkollm hin.

## Sehenswürdigkeiten
Markant im Ortsbild sind durch Torbögen oder Torhäuser geschlossene Vierseithöfe.

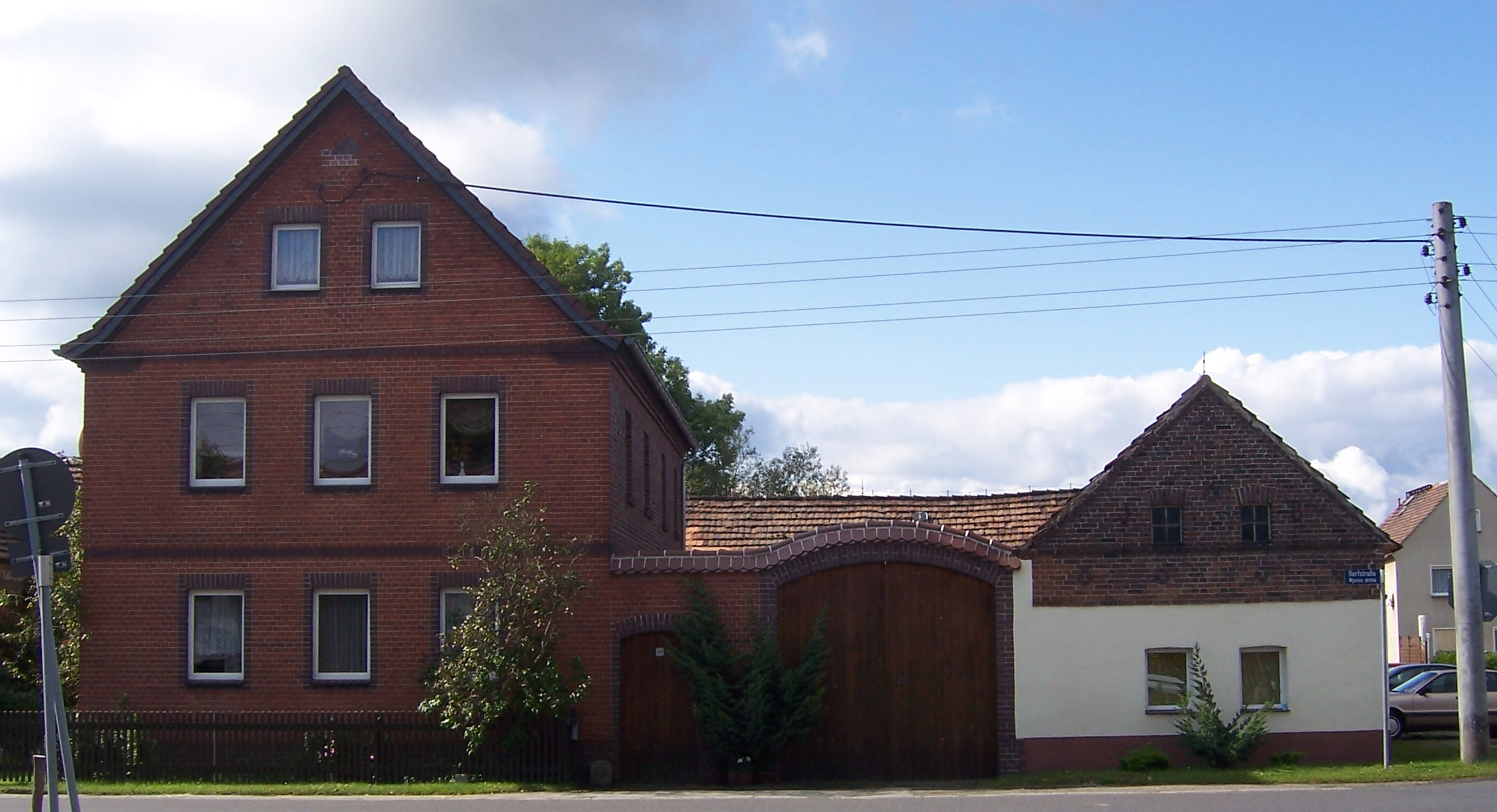
Dorfstraße 39
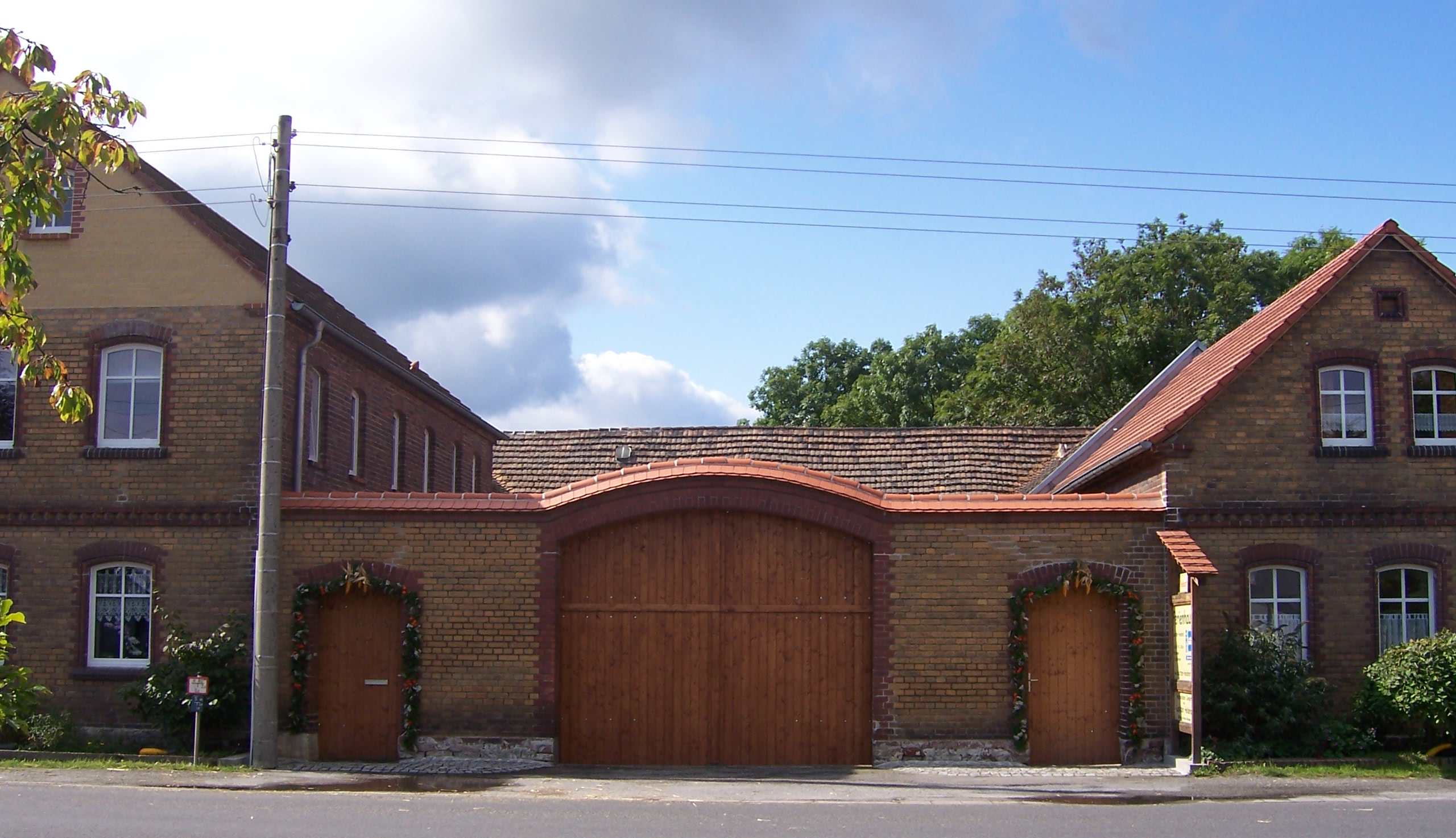
Dorfstraße 41
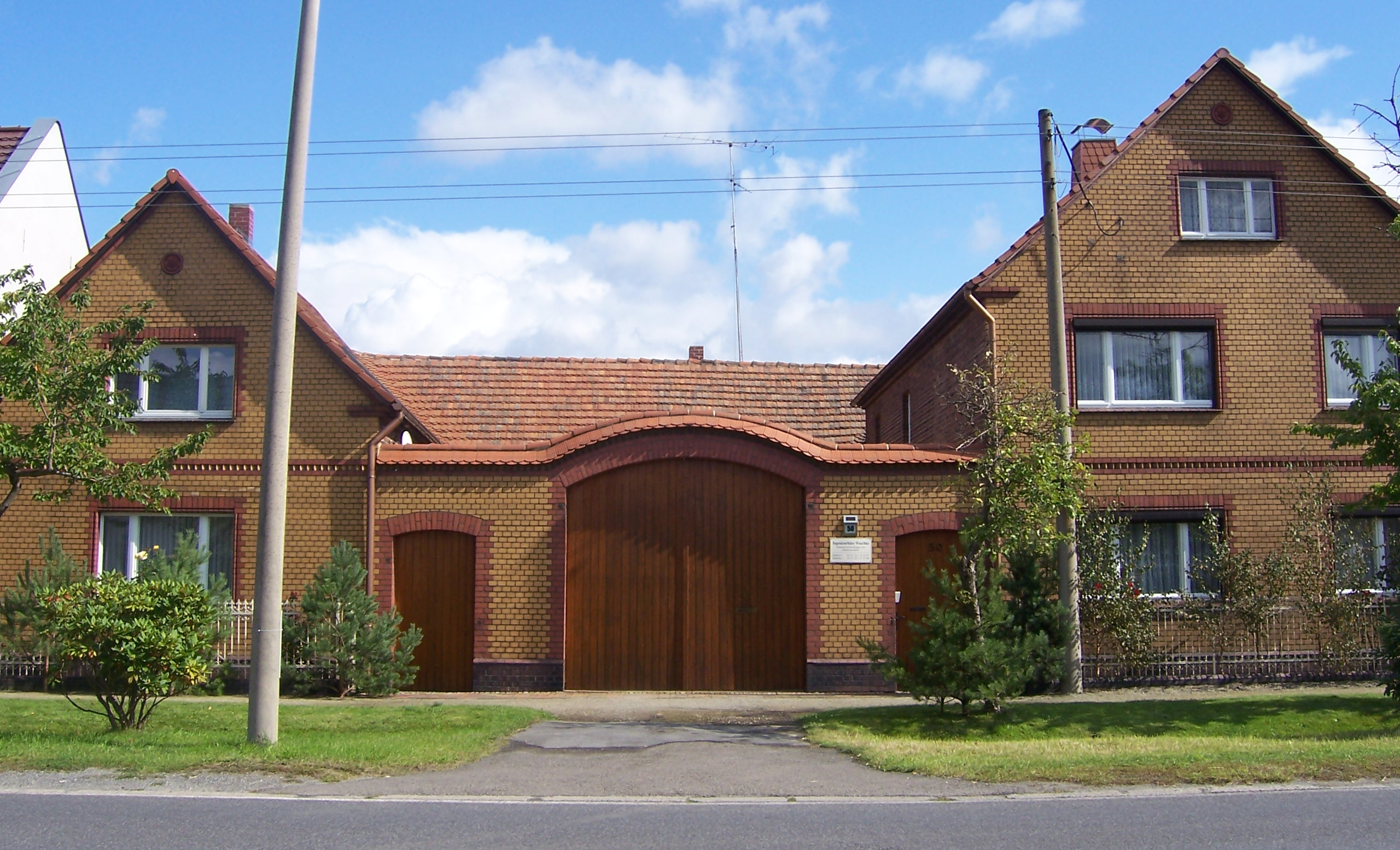
Dorfstraße 50

## Persönlichkeiten
- Salomon Gottlob Frentzel (1701–1768) wurde in Schwarzkollm geboren und war später Geistlicher und Ortschronist der Stadt Hoyerswerda.
- Der gebürtige Schwarzkollmer David Traugott Kopf (1788–1865) war ein sorbischer Pädagoge, der in der Niederlausitz und in Berlin wirkte.
- Der sorbische Lehrer und Volkskundler Hendrich Jordan (1841–1910) und der deutsch-sorbische Maler Carl Noack (1873–1959) wuchsen in Schwarzkollm auf.
- Der Fußballspieler Manfred Schuster wurde 1942 in Schwarzkollm geboren.